# Georg von Werthern
Georg, hrabia von Werthern-Beichlingen (ur. 21 lipca 1663, zm. 4 lutego 1721) – saski polityk i dyplomata.
W latach 1696–1711 saski wysłannik na sejm Rzeszy w Ratyzbonie). W latach 1710–1711 saski poseł w Hadze. W latach 1712–1713 reprezentant Saksonii na kongres w Utrechcie. Podpisał w imieniu Saksonii pokój w Utrechcie (1713). Razem z nim uczynił to katolicki hrabia Robert von Lagnasco Werthern był protestantem. 
Od roku 1710 minister gabinetu Saksonii (Kabinetsminister) w Dreźnie. Od roku 1715 kanclerz Elektoratu Saksonii.
W okresie 1711 – 4 lutego 1721 pierwszy minister Saksonii. Odznaczony Orderem Orła Białego. 